# Awesome City Tracks
『Awesome City Tracks』（オーサム・シティー・トラックス）は、Awesome City Clubのアルバムシリーズである。

## Awesome City Tracks
『Awesome City Tracks』（オーサム シティー トラックス）は、Awesome City Clubの1枚目のアルバムである。

### 解説
mabanuaがプロデュースを担当しており、収録曲はアルバムのためにリアレンジされた音源が使用されている。

### 収録曲
1. Children
2. 4月のマーチ
3. Jungle
4. Lesson
5. P
6. It’s So Fine
7. 涙の上海ナイト

## Awesome City Tracks 2
『Awesome City Tracks 2』（オーサム シティー トラックス ツー）は、Awesome City Clubの2枚目のアルバムである。

### 解説
タイトルからも予想される通り1stアルバムからの続編的な立ち位置のアルバムとなっており、プロデューサーも前作に引き続きmabanuaが担当している。

### パッケージ
初回生産分のみスリーブケース仕様となっている。

### 収録曲
1. GOLD
2. what you want
3. WAHAHA
4. 僕らはここでお別れさ
5. 愛ゆえに深度深い
6. アウトサイダー
7. Lullaby for TOKYO CITY

## Awesome City Tracks 3
『Awesome City Tracks 3』（オーサム シティー トラックス スリー）は、Awesome City Clubの3枚目のアルバムである。

### 解説
Shingo Suzukiやmabanuaがプロデュースを手掛けた楽曲や、メンバーのセルフプロデュース楽曲が収録されている。

### 収録曲
1. Into The Sound
2. Don’t Think, Feel
3. Vampire
4. Moonlight
5. ネオンチェイサー
6. エンドロール
7. Around The World

## Awesome City Tracks 4
『Awesome City Tracks 4』（オーサム シティー トラックス フォー）は、Awesome City Clubの4枚目のアルバムであり、『Awesome City Tracks』シリーズの最後のアルバムとなっている。

### 解説
プロデューサーとしていしわたり淳治、Curly Giraffe、Yaffle（Tokyo Recordings）、OBKR（Tokyo Recordings）、浦本雅史が参加しており、ジャケットデザインはYOSHIROTTENが手掛けている。

### 収録曲
1. 今夜だけ間違いじゃないことにしてあげる
2. Girls Don't Cry
3. Sunriseまで
4. Cold & Dry
5. Movin' on
6. 青春の胸騒ぎ
7. Action!